# 데이비드 하비
데이비드 하비(David Harvey, 1935년 10월 31일 - )는 영국 잉글랜드 출신의 지리학자, 인문학자, 인류학자, 경제학자, 사회이론가, 사상가, 저술가이다.
1935년 영국 잉글랜드 켄트주 길링햄에서 노동계급 가정의 둘째로 태어났다. 1954년 영국 케임브리지 대학교 존스칼리지 지리학과에 입학하여 1962년 지리학 박사 학위를 받았다.
마르크스주의의 계급 개념을 재구성하였으며, 앙리 르페브르의 '도시에 대한 권리' 개념을 되살려 도시화를 중심으로 진행되는 자본주의-신자유주의 역학을 분석하였다. 1987년부터 1993년까지 할포드 매킨더 석좌교수로 재직하면서 포스트모더니티의 조건 저술 등을 통해 포스트모더니즘에 대한 사고를 정리하였다. 인문지리학, 지리학과 사회 이론, 마르크스주의와 사회 이론, 선진 자본주의 국가의 도시정치경제학과 도시화, 건축과 도시 계획, 문화지리학과 문화 변동, 환경 철학, 환경과 사회 변동, 사회 정의, 차이의 지리학, 유토피아론, 유물론과 제국주의(신제국주의론) 등 다양한 주제에 대한 연구를 진행하였다.
영국 왕립 지리학회의 후원 메달을 비롯하여 많은 상을 수상하였다.
뉴욕 시립 대학교 대학원 교수로 재직 중이다.